# Săliștea Veche
Săliștea Veche – wieś w Rumunii, w okręgu Kluż, w gminie Chinteni. W 2011 roku liczyła 67 mieszkańców.